# Finsterwalde
Finsterwalde (em baixo sorábio: Grabin) é um município da Alemanha, situado no distrito de Elbe-Elster, no estado de Brandemburgo. Tem 76,91 km² de área, e sua população em 2019 foi estimada em 16.068 habitantes.